# راجکومار (بازیگر)
راجکومار (انگلیسی: Rajkumar؛ ۲۴ آوریل ۱۹۲۹ – ۱۲ آوریل ۲۰۰۶) بازیگر سینما و خواننده اهل هند بود. وی بین سال‌های ۱۹۵۴ تا ۲۰۰۵ میلادی فعالیت می‌کرد.
از فیلم‌ها یا برنامه‌های تلویزیونی که وی در آن نقش داشته‌است می‌توان به پولاکشی دوم اشاره کرد.
وی همچنین برندهٔ جوایزی همچون جایزه فیلم‌فیر جنوب شده‌است.